# Spökugglor
Spökugglor (Ninox) är ett släkte med ugglor. Nedanstående artlista följer AviList:
- Rödbrun spökuggla (Ninox rufa)
- Större spökuggla (Ninox strenua)
- Skällande spökuggla (Ninox connivens)
- Sumbaspökuggla (Ninox rudolfi)
- Andamanspökuggla (Ninox affinis)
- Australisk spökuggla (Ninox boobook)
- Rotespökuggla (Ninox rotiensis)
- Timorspökuggla (Ninox fusca)
- Alorspökuggla (Ninox plesseni)
- Tasmanspökuggla (Ninox leucopsis)
- Nyazeelandspökuggla (Ninox novaezeelandiae)
- Skrattuggla (Ninox albifacies) – placeras traditionellt i egna släktet Sceloglaux, men är en del av Ninox
- Dvärgspökuggla (Ninox sumbaensis)
- Brun spökuggla (Ninox scutulata)
- Dunkelspökuggla (Ninox obscura)
- Nordlig spökuggla (Ninox japonica)
- Chokladspökuggla (Ninox randi)
- Luzonspökuggla (Ninox philippensis)
- Mindanaospökuggla (Ninox spilocephala)
- Mindorospökuggla (Ninox mindorensis)
- Romblonspökuggla (Ninox spilonotus)
- Cebuspökuggla (Ninox rumseyi)
- Camiguinspökuggla (Ninox leventisi)
- Suluspökuggla (Ninox reyi)
- Ockraspökuggla (Ninox ochracea)
- Togianspökuggla (Ninox burhani)
- Cinnoberspökuggla (Ninox ios)
- Halmaheraspökuggla (Ninox hypogramma)
- Tanimbarspökuggla (Ninox forbesi)
- Seramspökuggla (Ninox squamipila)
- Buruspökuggla (Ninox hantu)
- Julöspökuggla (Ninox natalis)
- Papuaspökuggla (Ninox theomacha)
- Manusspökuggla (Ninox meeki)
- Fläckig spökuggla (Ninox punctulata)
- Bismarckspökuggla (Ninox variegata)
- Newbritainspökuggla (Ninox odiosa)

Madagaskarugglan (Athene superciliaris) och salomonugglan (Athene jacquinoti) med släktingar placerades tidigare i Ninox.